# Škoda VisionC
Škoda VisionC – samochód koncepcyjny czeskiej marki Škoda Auto zaprezentowany podczas targów motoryzacyjnych w Genewie w 2014 roku.

## Historia i opis modelu

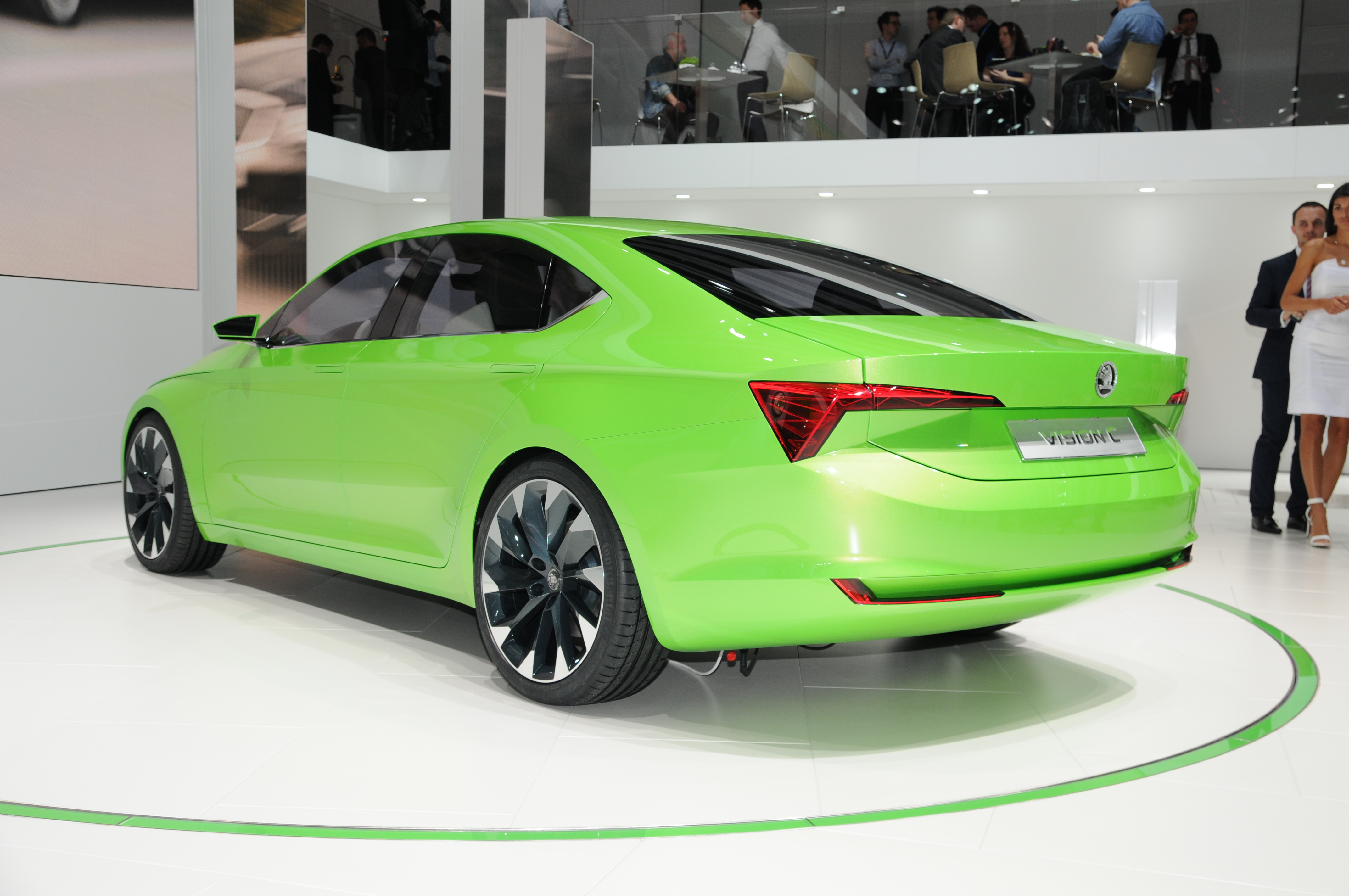
Tył VisionC

Pojazd jest nową odmianą nadwoziową Superba trzeciej generacji. Powstał na płycie podwoziowej koncernu Volkswagen AG - MQB. Auto o usportowionej sylwetce nadwozia przedłużonego coupe z łagodnie opadającą linią dachu otrzymało charakterystyczną dla nowych modeli marki atrapę chłodnicy oraz motyw trójkąta widoczny w kształcie reflektorów i halogenów.
Źródłem napędu pojazdu jest turbodoładowany silnik benzynowy 1.4 TSI o mocy 110 KM, który przystosowany jest do spalania benzyny i gazu CNG. Pojazd posiada współczynnik oporu powietrza równy 0,26. 